# Protium elegans
Protium elegans är en tvåhjärtbladig växtart som beskrevs av Adolf Engler. Protium elegans ingår i släktet Protium och familjen Burseraceae. Inga underarter finns listade i Catalogue of Life.